# Nadjaf bey Vezirov
Nadjaf Bey Vezirov (en azéri : Nəcəf-bəy Fətəli oğlu Vəzirov , né le 17 février 1854 à Choucha et mort le 9 juillet 1926 à Bakou) est un écrivain et dramaturge azerbaïdjanais.

## Biographie
Nadjaf Fatali bey oglu Vezirov est né à Choucha, dans une famille de bey. Son père, originaire du village de Zumukhan, a perdu sa capacité de travailler et la famille vivait dans les besoins matériels. Nadjaf était un enfant faible et malade, il n'a pas pu étudier pendant plusieurs années.
En 1866, il fréquente l'école théologique de Choucha. Il apprend la langue persane, lit le Coran et maîtrise l'écriture.
En 1868, il se rend à Bakou avec l'intention d'entrer dans une école de langue russe. C'est là qu'il fait la connaissance du futur éducateur et éditeur azerbaïdjanais Hasan bey Zardabi (1837-1907), qui enseignait à l'école. Remarquant l'intérêt de l'étudiant pour le théâtre, Hasan bey implique dans la mise en scène les œuvres du fondateur du théâtre azerbaïdjanais, Mirza Fatali Akhoundov (1812-1878).
Après avoir obtenu son diplôme de l'École spéciale en 1874 avec une médaille d'argent, Nadjaf Bey Vezirov se rend à Moscou et entre à l'Académie agricole Petrovsky-Razumovsky de la Faculté de foresterie. Dès qu'il réussit les examens d'entrée avec d'excellentes notes, il reçoit une solide bourse d'État.
Au cours de ses années d'études, il visite souvent les théâtres de Moscou, où il découvre les œuvres des classiques du drame russe, en particulier de Alexandre Ostrovski. Le théâtre de Moscou produit des impressions inestimables sur le jeune écrivain azerbaïdjanais et éveille son intérêt pour le drame réaliste, développant une fascination pour les idées démocratiques et éclairées.